# Dendrobium rosellum
Dendrobium rosellum är en orkidéart som beskrevs av Henry Nicholas Ridley. Dendrobium rosellum ingår i släktet Dendrobium, och familjen orkidéer. Inga underarter finns listade i Catalogue of Life.